# Social Democrats (Irland)
Die Social Democrats (irisch Daonlathaigh Shóisialta; wörtlich Sozialdemokraten) sind eine sozialdemokratische Partei in Irland.

## Geschichte
Die Partei wurde am 15. Juli 2015 von Stephen Donnelly, Catherine Murphy und Róisín Shortall, drei unabhängigen Mitgliedern des irischen Parlamentsunterhauses Dáil Éireann, ins Leben gerufen. Am 5. September 2016 trat Stephen Donnelly als gemeinsamer Vorsitzender zurück und verließ die Partei.

## Inhaltliches Profil
Das Wahlprogramm der Partei für die Parlamentswahlen 2016 umfasste drei Kernbereiche:
- Unterstützung einer gesunden, integrativen und fortschrittlichen Gesellschaft.
- Gewährleistung einer starken, stabilen und dynamischen Wirtschaft und Unterstützung des irischen Mittelstands mit gleicher Kraft wie im multinationalen Sektor.
- Transparentere Gestaltung der Regierung und der politischen Prozesse, sowie ein Ansprechpartner des Volkes sein, anstatt auf den Parteibedarf hin zu reagieren.[2]

## Vorsitzende
- 2015–2016 Catherine Murphy, Róisín Shortall und Stephen Donnelly
- 2016–2023 Catherine Murphy und Róisín Shortall
- seit 2023 Holly Cairns

## Abgeordnete des Dáil Éireann
Bei den Wahlen zum Dáil Éireann 2024 wurden 11 Abgeordnete gewählt:
- Holly Cairns (Wahlkreis Cork South-West)
- Jen Cummins (Wahlkreis Dublin South-Central)
- Aidan Farrelly (Wahlkreis Kildare North)
- Gary Gannon (Wahlkreis Dublin Central)
- Sinéad Gibney (Wahlkreis Dublin Rathdown)
- Eoin Hayes (Wahlkreis Dublin Bay South), am 13. Dezember 2024 ausgeschlossen
- Rory Hearne (Wahlkreis Dublin North-West)
- Cian O’Callaghan (Wahlkreis Dublin Bay North)
- Liam Quaide (Wahlkreis Cork East)
- Pádraig Rice (Wahlkreis Cork South-Central)
- Jennifer Whitmore (Wahlkreis Wicklow)

## Wahlergebnisse
| Jahr | Wahl              | Stimmenanteil | Sitze  |
| ---- | ----------------- | ------------- | ------ |
| 2016 | Dáil Éireann 2016 | 3,0 %         | 3/158  |
| 2019 | Europawahl 2019   | 1,2 %         | 0/11   |
| 2020 | Dáil Éireann 2020 | 2,9 %         | 6/160  |
| 2024 | Europawahl 2024   | 3,0 %         | 0/14   |
| 2024 | Dáil Éireann 2024 | 4,8 %         | 11/174 |